# Blackbirder

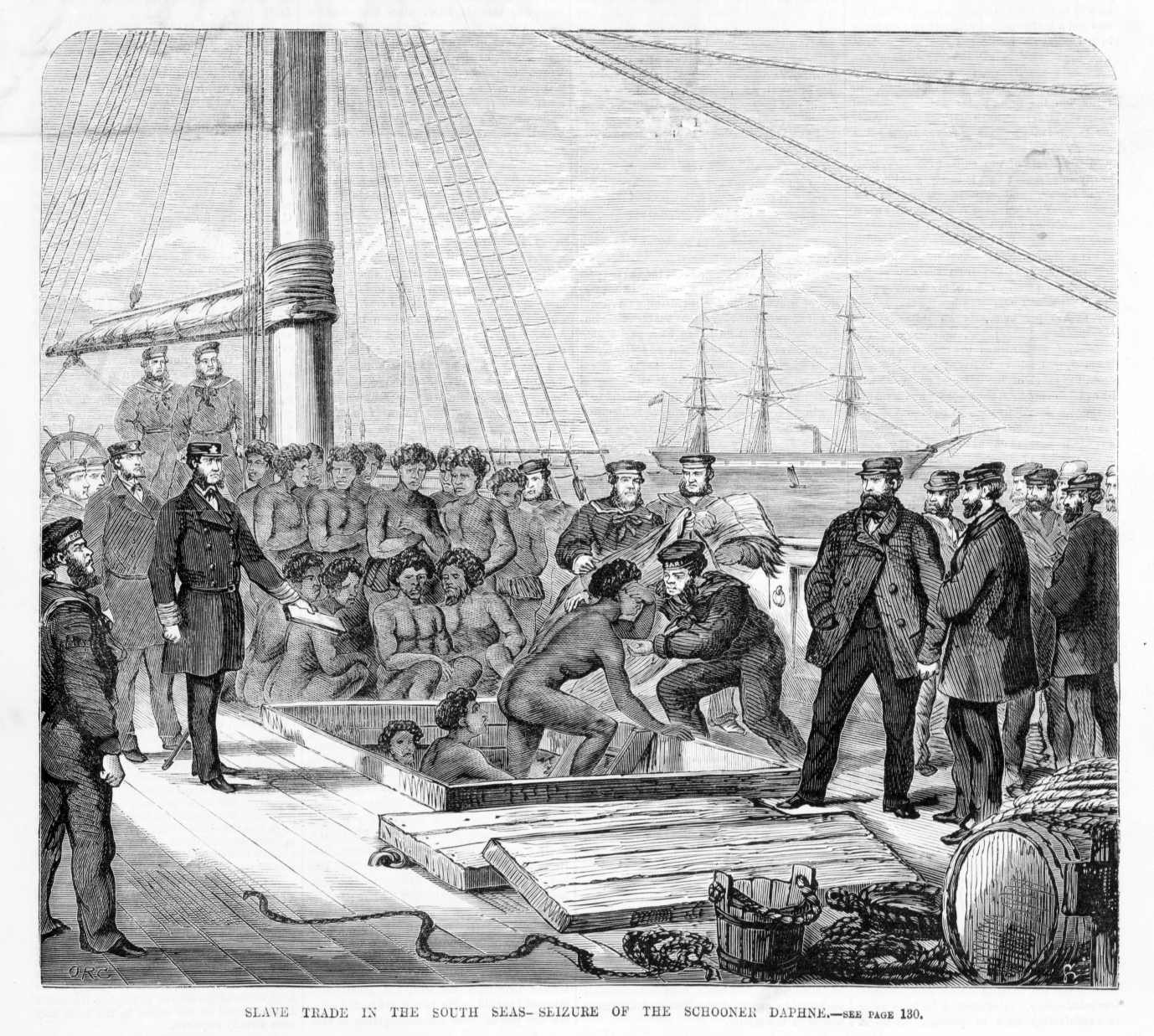
Arraisonnement d'un navire de blackbirders, et libération des captifs, en 1869, par la Royal Navy.

Les blackbirders étaient des marins et capitaines de navire qui, au XIXe siècle, parcouraient l'Océan Pacifique dans le but de recruter (par force et/ou tromperie), puis séquestrer des autochtones pour le travail forcé, principalement dans les plantations de canne à sucre dans le Queensland en Australie et des plantations au Mexique, Pérou et Guatemala.
La France a aussi fait appel à eux pour approvisionner en main d’œuvre ses mines et exploitations agricoles de Tahiti et de Nouvelle-Calédonie.
Similaire à l'engagisme sur de nombreux points, ce système de recrutement s'appelle le blackbirding.

## Histoire
Cette traite commence en 1863, à l’initiative de Robert Towns, armateur et homme d’affaires australien, fondateur de Townsville, pour ses champs de coton.
Les peuples déplacés étaient des Kanaks (terme désignant aujourd'hui les autochtones mélanésiens en Nouvelle-Calédonie) et venaient des îles du Pacifique sud : de Mélanésie, des îles Salomon, du Vanuatu et, en moindre nombre, de Polynésie et d'îles de Micronésie comme Samoa, Kiribati et la province des îles Loyauté.
Le nombre de déplacés est controversé, l'historien Keith Windschuttle les a révisé à la baisse. On l'estime généralement à 62 000.
En 1872, le Kidnapping Act met les blackbirders hors-la-loi au Royaume-Uni.
En 1903, le Pacific Islands Labourer Act met un terme à l'activité en Australie. En 1908, de nombreux Kanaks furent rapatriés à la suite de la promulgation de cette loi.

## Dans la culture populaire
L'auteur américain Jack London aborde le sujet dans son récit de voyage La Croisière sur le Snark, paru en 1911. Il y relate notamment l'attaque d'un équipage de blackbirders par des autochtones des îles Salomon. 